# Imidazolin-Rezeptor
Imidazolin-Rezeptoren sind Proteine und Rezeptoren im Gehirn.

## Eigenschaften
Imidazolin-Rezeptoren binden Clonidin und andere Imidazolinderivate (wie Tetryzolin, Tolazolin, Moxonidin, Rilmenidin und Tolonidin) als Agonisten. Es gibt drei Klassen von Imidazolin-Rezeptoren: I1, I2, I3. Als endogener Agonist ist Agmatin gefunden worden, das außer an I1- und I2-Rezeptoren auch an α2-Adrenozeptoren bindet. Kompetitive Inhibitoren von Clonidin sind Agmatin, Harman und Imidazolessigsäure. Guanfacin bindet ebenfalls  an Imidazolin-Rezeptoren.

### I1-Rezeptor
Der I1-Rezeptor vermittelt sympatholytische Wirkungen, die gemeinsam mit α2-Adrenozeptoren den Blutdruck regulieren. Beim Menschen ist Nischarin der vermutete I1-Rezeptor.

### I2-Rezeptor
Der I2-Rezeptor ist eine wichtige allosterische Bindungsstelle für die Monoaminooxidasen A und B. Die Rezeptoren sind an der Regulation von Schmerzen beteiligt. Dabei handelt es sich um mindestens vier Proteine. Sie binden [3H]-Idazoxan, [3H]-2-BFI, CR4056 und [18F]-FEBU mit hoher Affinität.

### I3-Rezeptor
Der I3-Rezeptor reguliert die Insulin-Sekretion aus den Betazellen der Bauchspeicheldrüse und darüber die Homöostase von Glucose.